# Gears Tactics
Gears Tactics ist ein rundenbasiertes Strategiespiel, das von dem britischen Entwicklungsstudio Splash Damage und dem kanadischen Entwicklungsstudio The Coalition entwickelt und von Xbox Game Studios am 28. April 2020 für Windows veröffentlicht wurde. Das Spiel erschien am 10. November 2020 auch für die Xbox One und Xbox Series X/S.

## Spielprinzip
Das Spiel wird aus einer Top-Down-Perspektive gespielt und ist ein rundenbasiertes Strategiespiel, bei dem die Spieler einem Trupp menschlicher Soldaten Befehle erteilen, um die Feinde auf einer Karte zu eliminieren und je nach Auftrag sekundäre Ziele zu erfüllen. Die Spieler können die Karte frei erkunden, ohne auf ein Raster beschränkt zu sein. Jeder Charakter kann drei Aktionen ausführen, wie z. B. in Deckung gehen, auf Feinde schießen oder in der Überwacht bleiben, um auf jeden sich bewegenden Feind in seiner Sichtlinie zu schießen. Wenn eine feindliche Einheit den größten Teil ihrer Lebenspunkte verliert, kann eine befreundete Einheit einrücken und den niedergeschlagenen Feind hinrichten, wodurch alle Einheiten einen zusätzlichen Aktionspunkt erhalten. Die Spieler müssen Granaten werfen, um ausbrechende Emergenzlöcher zu zerstören, die weitere Locust-Feinde hervorbringen. Wenn eine befreundete Einheit niedergeschlagen wird, können die Spieler sie wiederbeleben, um sie mit reduzierter Gesundheit wieder in den Kampf zu führen. Das Spiel hat fünf verschiedene Charakterklassen, wobei jede ihre eigenen einzigartigen Fähigkeiten hat. Die Charaktere können mit Mods und Rüstungen umfassend angepasst werden, und sie können neue Fertigkeiten erwerben, nachdem sie eine höhere Stufe erreicht haben. Abgesehen von den für die Geschichte wichtigen "Helden"-Charakteren werden andere befreundete Einheiten prozedural generiert, und sollten diese Einheiten im Kampf sterben, wird ihr Tod dauerhaft sein.
Zusätzlich zur Hauptkampagne können die Spieler verschiedene Nebenmissionen absolvieren. An zahlreichen Stellen in der Geschichte muss der Spieler eine oder mehrere Nebenmissionen erfüllen, um fortzufahren. Nachdem der Spieler die Kampagne beendet hat, wird der Veteranenmodus freigeschaltet. Es erlaubt den Spielern, die Kampagneneinsätze mit verschiedenen Modifikatoren wie Bonusschaden und Genauigkeitsstrafe neu zu mischen. Das Spiel verfügt jedoch nicht über einen Mehrspielermodus.

## Handlung
Ein Jahr nach dem Tag der Emergenz, als eine unterirdische Rasse von Kreaturen, die als die Locust-Horde bekannt ist, auf der Oberfläche auftauchte, um jeden Menschen auf dem Planeten Sera zu töten, befiehlt der Führer der Coalition of Ordered Governments, der Vorsitzende Richard Prescott, alle größeren Städte außerhalb des Jacinto-Plateaus mit dem Hammer of Dawn einzuäschern. Darüber hinaus hatte der Vorsitzende Aufräumkommandos in Schlüsselstädte entsandt, um die überlebenden Locust auszurotten. Eines der Aufräumkommandos war das Alpha Squad, das in Aldair City stationiert war. Unter ihnen ist der Held des Pendelkriegs, Sergeant Gabriel Diaz, der sich selbst zur Arbeit im Fuhrpark degradiert hatte. Wenige Stunden vor den Hammerschlag erhält er vom Vorsitzenden Prescott und Major Sid Redburn den Befehl, geheime Geheimakten aus dem CIC-Gebäude zu holen. Sergeant Diaz und Major Redburn finden die Akten, die sich um einen Locustforscher namens Ukkon drehen, der für die verschiedenen Kreaturen verantwortlich ist, die die Locust als Kriegsinstrumente eingesetzt haben. Der Hammer of Dawn zerstört dann die Stadt Aldair, aber Sgt. Diaz und Major Redburn überleben. Ukkon zerstörte jedoch den Armeestützpunkt und tötete alle. Prescott befiehlt dann Diaz, Ukkon zu ermorden, und erhält die Rechte, dies mit allen möglichen Mitteln zu tun. Sergeant Diaz und Major Redburn, die Soldaten für den Kampf benötigen, retten ein weiteres Aufräumkommando, Echo-Five, stellen aber fest, dass Ukkon die Aufräumkommandos getötet hat. Nach der Rettung einer Gestrandeten Gruppe, einer Miliz von Zivilisten, die die Hammerschläge überlebt haben, schließen sie sich auch dem Alpha Squad an. Ihre Anführerin, Mikayla Dorn, ist sich Ukkon bewusst und begleitet Sergeant Diaz und Major Redburn in die Stadt Claybourne, wo Ukkon häufig verkehrt. Als sie Ukkon entdeckt, gelingt es Mikayla, Ukkon in den Mund zu schießen und ihn offenbar zu töten. Ukkon erwacht jedoch wieder zum Leben und repariert sofort die an seinem Gesicht angerichteten Schäden. Sgt. Diaz stellt dann fest, dass die COG wieder einmal Geheimnisse wie früher hat, und befürchtet, dass sie dadurch getötet werden.
Da Ukkon eine größere Bedrohung darstellte, als sie dachten, verlegte Sergeant Diaz dann seine gesamte Truppe in die Wüste von Vasgar, um sie zu lehren, wie man kämpft und sich auf den Kampf gegen Ukkon vorbereitet. Schließlich entdeckt Alpha einen leeren Kanister, den Ukkon zuvor eingeatmet hatte. Mikayla übersetzt den Kanister als dem Nedroma Health Institute zugehörig. Bei ihrer Ankunft enthüllt Mikayla, dass Nedroma eine Quarantänezone und Forschungseinrichtung für Rustlung war, ein tödlicher Zustand, der durch die Einwirkung von Imulsionsdämpfen verursacht wurde. Nachdem sie Ukkons Vorrat an Kanistern gefunden hat, enthüllt Mikayla, dass die Kanister voller Immunsystem-Booster sind, aber nur gegen Rustlung wirken, und das mit verheerenden Nebenwirkungen. Als Sergeant Diaz feststellt, dass Ukkon an Rustlung stirbt und die Kanister braucht, bereitet er eine Falle vor, um Ukkon mit den Immunkanistern als Köder anzulocken. Alpha Squad ist es gelungen, Ukkon anzulocken und zu fangen. Ukkon gibt jedoch zu erkennen, dass er Major Redburn als einen alten Bekannten anerkennt. Major Redburn setzt dann Sergeant Diaz außer Gefecht und bereitet sich darauf vor, mit Ukkon, der lebendig und inhaftiert ist, zurück nach Ephyra zu fahren. Mikayla hält ihn auf, und Ukkon gelingt es, sich zu befreien und zu entkommen. Sgt. Diaz und Mikayla halten dann Major Redburn fest, und der Vorsitzende Prescott befiehlt, ihn wegen Hochverrats hinzurichten. Major Redburn verrät ihnen dann, dass er, als er jünger war, für ein genetisches Labor namens New Hope Research Facility arbeitete, das wie Nedroma versuchte, Rustlung herzustellen. Die Wissenschaftler wurden jedoch wahnsinnig und versuchten durch genetische Experimente, die Patienten in größere Wesen zu verwandeln, machten aber stattdessen Monster. Die meisten Patienten verloren den Verstand und wurden wild, mit Ausnahme von Ukkon. Ukkon hatte auch die Fähigkeit entwickelt, schnell bis zur Unsterblichkeit zu heilen. Als der Vorsitzende Prescott entdeckt, dass der Alpha Squad die Wahrheit über die Neue Hoffnung und die COG, die die Locust erschaffen hat, erfahren hat, versucht er, sie mit dem Hammer of Dawn zu töten. Obwohl Alpha nicht mehr zur COG gehörte, glaubten sie immer noch an die Tötung Ukkons. Major Redburn enthüllte auch, dass die Wissenschaftler von New Hope ein ausfallsicheres, Zytostatikagas entwickelt hatten, das Ukkons Heilungsfähigkeit blockieren könnte, da Major Redburn glaubt, es herstellen und als Waffe einsetzen zu können.
Nachdem Major Redburn das Zytostatikagas zu Gasgranaten verarbeitet hat, war der nächste Schritt, die Operationsbasis von Ukkon zu finden. Sergeant Diaz entdeckte, dass die einzige Stadt, die nicht überfallen oder zerstört wurde, die Stadt Zenic war, weil er glaubte, dass Ukkon sie nicht getroffen hatte, weil sein Stützpunkt innerhalb der Stadt liegen musste, und er wollte nicht, dass irgendetwas Spuren hinterlässt. Nach der Untersuchung von Zenic rettete Sergeant Diaz einen Zivilisten, der von den Locust gefangen genommen worden war. Sie verriet, dass sie und ihr Vater in einem nahegelegenen Labor Unterschlupf suchten, aber Ukkon kam an und verwandelte es in sein eigenes Labor. Aus unbekannten Gründen verschonte er die Frau, während er ihren Vater und alle anderen tötete. Dann willigt sie ein, Alpha den Standort des Labors zu zeigen, allerdings unter der Bedingung, dass sie Ukkon töten darf. Sergeant Diaz, nahm sie mit und fragt nach ihrem Namen, worauf sie antwortet: Reyna. Nachdem sie gezeigt hat, wo das Labor ist, belagern alle Rekruten von Alpha das Labor von Ukkon. In der Zwischenzeit nehmen Diaz, Redburn, Mikayla und Reyna den Kampf im Inneren auf, um Ukkon zu töten. Mikayla setzt die Zytostatikagasgranate auf Ukkon ein und schießt auf ihn, verwundet ihn und veranlasst Ukkon, seine Armee und sein Reittier Hydra zu entfesseln. Alpha Squad eliminiert Ukkons Armee und die Hydra. Ukkon, nun durch das Gas geschwächt, wird von Reyna aus Rache für den Mord an ihrem Vater in den Kopf geschossen. Dann holt sie ihr Amulett aus seinem Körper und enthüllt, dass es ihrer Mutter gehörte, die sie nie kannte. Nun gestrandet, beschließt das Alpha Squad, sich der Zerstörung der verbliebenen Schöpfungen Ukkons zu widmen.

## Entwicklung
Die Entwicklung des Spiels wurde von Splash Damage übernommen, wobei The Coalition Unterstützung leistete. The Coalition wollte das Franchise einem breiteren Publikum vorstellen, und das Entwicklungsteam stellte fest, dass es viele Ähnlichkeiten zwischen dem Franchise, bei dem es sich um eine Reihe von squad-basierten Third-Person-Shootern mit verdeckten Kämpfen und rundenbasierten Strategiespielen handelte, gab. Laut Alex Grimbley, dem ausführenden Produzenten des Spiels, "hat [das Team] tatsächlich nur vorhandene Gears genommen und die Kamera einfach nach oben bewegt". Das Team brauchte viereinhalb Jahre, um das Spiel zu entwickeln. Das Spiel hat nichts mit Gears of War: Tactics zu tun, einem abgesagten Spin-off, das von Epic Games entwickelt wurde.
Das Team wollte, dass das Spiel im Vergleich zu anderen konkurrierenden Spielen in diesem Genre in einem schnelleren Tempo gespielt wird. Daher beschloss das Team, jeder Einheit drei statt zwei Aktionspunkte zu geben, um sicherzustellen, dass die Spieler innerhalb eines Zuges verschiedene Aktionen ausführen können. Das Team legte großen Wert auf die Erzählung des Spiels, und das Team verfolgte das Ziel, eine "persönliche und emotionale Geschichte" zu erzählen, und investierte eine Menge Ressourcen in die Erstellung der Zwischensequenzen des Spiels und den Einsatz der Sprecher. Das Team konsultierte 343 Industries, die an Halo Wars, einem strategischen Spin-off der Halo-Franchise, arbeiteten. Im Gegensatz zu Halo Wars wurde das Spiel jedoch als ein PC-Premium-Titel und nicht als ein Strategiespiel für Konsolenbesitzer betrachtet.
Der Publisher Xbox Game Studios kündigte das Spiel auf der E3 2018 neben Gears 5 und Gears Pop! an. Bei den The Game Awards 2019 gab Microsoft bekannt, dass das Spiel am 28. April 2020 für Windows veröffentlicht wird, während Rod Fergusson, der Gründer von The Coalition, später bestätigte, dass eine Xbox-One-Version entwickelt wird. Spieler, die das Spiel vorbestellt haben, erhalten Zugang zum "Thrashball Cole"-Paket, das es dem Spieler erlaubt, als Augustus Cole zu spielen. Das Spiel wurde bei der Markteinführung auch für Xbox-Game-Pass-Abonnenten freigegeben.

## Rezeption
Gears Tactics wurde zumeist positiv bewertet. Bei Metacritic hält das Spiel 80 von 100 Punkten, aufbauend auf 92 Kritiken. Aus 497 Nutzerbewertungen ergibt sich ein Stand von 7,8 aus 10 Punkten (August 2023). Im Katalog von MobyGames hat der Titel einen „Moby Score“ von 7,9. Basierend auf 30 Kritikermeinungen ergibt sich eine durchschnittliche Bewertung von 81 % (August 2023). Die actionlastige Rundentaktik stelle eine befriedigende Herausforderung dar, es mangele aber etwas an Spieltiefe und Missionsvielfalt.
In seinem Fazit für 4Players vergibt Michael Krosta eine Wertung von 83 %. Das Spiel biete „aggressive und temporeiche Rundentaktik“ und lasse sich auch mit einem Gamepad „hervorragend bedienen“. Technisch sei Gears Tactics „ebenfalls gelungen“. Inhaltlich zeichne sich das Spiel etwa durch „hervorragende Bosskämpfe“, flexibel gestaltbare Charaktere mit einer motivierenden Progression und der „sehr aufwändig inszenierte[n] Story“ aus. Allerdings hätten die „kernigen Charaktere“ mehr Potenzial gehabt und die Geschichte komme „erst spät in Fahrt“.
Die „taktischen Kämpfe, die trotzdem damit verbundene Action und die stetige Herausforderung“ haben Matthias Dammes von Gamezone „jederzeit während der 30 Stunden Kampagne begeistert“. Es sei „immer wieder ein unglaublich befriedigendes Gefühl“, eine „vertrackt wirkende Situation“ gemeistert zu haben. Der insgesamt „tolle[n] Inszenierung“ habe allerdings ein „gewisser Überbau gefehlt, der die einzelnen Missionen mit einer spielerischen Ebene zusammenhält“. Dammes bemängelt ebenfalls „aufgezwungene Nebenmissionen zur Spielzeitstreckung“ und die „geringe Missionsvielfalt“.
Bei IGN hält Dan Stapleton fest, dass der „Wechsel zum rundenbasierten Taktik-Genre ein beeindruckendes und großartiges Ergebnis“ abliefere. Ein „intensiver und befriedigender Kampf“ folge dem nächsten, das Spielprinzip nutze sich allerdings im Laufe der Zeit etwas ab. Außerdem fehle es Gears Tactics an größerer strategischer Tiefe. Insgesamt hinterlasse die starke Kampagne mit einigen originellen Ideen einen guten Eindruck.
Es wäre kein Gears of War, „wenn es nicht auch blutig zugehen würde“, schreibt Rick Lane für The Guardian. Mit der Kombination aus „Strategie und einer Fülle von Eingeweiden“ bleibe der Ableger der Form der Spielereihe treu und fange gekonnt „die Wut und das Spektakel“ der Shooter ein. Insbesondere in den späteren Abschnitten des Spiels falle der Fortschritt träge aus, was an der Missionstruktur und mangelnden Vielfalt liege.